# دوارتی پاچکو پریرا
دوارتی پاچکو پریرا (Duarte Pacheco Pereira) (حدود ۱۴۶۰ – ۱۵۳۳ میلادی)، کسی که شاعر کاموئس از وی به عنوان آشیل پرتغالی یاد کرده است، ناخدا، سرباز، کاوشگر و نقشه‌نگار پرتغالی بود. او از طریق اقیانوس اطلس مرکزی و غرب دماغه سبز پرتغال و در امتداد ساحل آفریقای غربی به هند سفر کرد. دستاوردهای او در حوزه‌های جنگ استراتژیک، اکتشاف، ریاضیات و ستاره‌شناسی در سطح استثنائی بود.

## پس‌زمینه
پاچکو پریرا فرزند جاوُو پاچکو ایزابیل پریرا بود. در ایام جوانی، او به عنوان نوچه خصوصی پادشاه پرتغال خدمت کرد. در ۱۴۷۵ میلادی، زمانی که او با کسب افتخارات آموزش‌های خود را تکمیل نمود، خود پادشاه یک بورسیه آموزشی به وی اعطاء کرد. بعدها در ۱۴۸۸ میلادی، او به اکتشاف ساحل غربی آفریقا رفت. اعضای سفر اکتشافی او مریض شده و کشتی خود را از دست دادند. زمانی که بارتولومئو دیاس از سفر اکتشافی دماغه امید نیک بازگشت می‌کرد، زندگی پاچکو پریرا را در جزیره پرنسیپ در خلیج گینه نجات داد.
دانشی که او از سفر اکتشافی دیاس و همچنین از سفرهای اکتشافی خودش به‌دست‌آورد، او را به سمت جغرافی‌دان رسمی پادشاه پرتغال رساند. در ۱۹۴۹ میلادی، او پیمان تردسییاس را که از سوی پاپ تأیید شده و دنیای غیر مسیحی را میان پرتغال و اسپانیا تقسیم نمود، امضاء کرد.

## پاچکو در هند
دوارتی پاچکو پریرا در سال ۱۵۰۳ میلادی به عنوان ناخدای کشتی ایسپیریتو سانتو، یکی از سه کشتی در ناوگان تحت رهبری آلفونسو دو آلبوکرکه، رهسپار هند شد. در ۱۵۰۴ میلادی، او به عنوان مسئول دفاع از کوچین، منطقه تحت‌الحمایه پرتغال در هندوستان، گماشته شد تا با یک سری حملاتی که میان ماه‌های مارس و ژوئیه ۱۵۰۴ از سوی ساموتیری، حاکم کالیکوت انجام می‌شد، مقابله نماید. (به نبرد کوچین (۱۵۰۴ میلادی مراجعه نمایید). او که تنها ۱۵۰ سرباز پرتغالی و تعداد اندکی نیروهای کمکی از مردمان محلی مالابرها در خدمت داشت، تعداد نیروهای کوچین در مقابل ارتش ۶۰٬۰۰۰ نفری ساموتیری، از لحاظ تعداد قوا بیش از حد کم بود. با این همه، دوارتی پایچیکو با موضوع‌گیری ماهرانه، قهرمانی‌های افراد و شانس زیاد توانست در مقابل حملات پنج‌ماهه مقاومت نماید تا اینکه ساموتیری سرافکنده شده و نیروهای خود را در نهایت بازگرداند. فرزند او لیسوارتی (یا سوسارتی) سهم برازنده‌ای در این جنگ داشت.
دوارتی پاچکو یک کمک تسلیحاتی از سوی تریمومپارا راجای کوچین دریافت نمود تا در دفاع از کوچکین از آن استفاده نماید و همچنین هنگام بازگشت به لیسبون در ۱۵۰۵ میلادی، از سوی شاه مانوئل یکم پرتغال با افتخارات و جشن‌های مردمی استقبال گردید.

## پس از هند

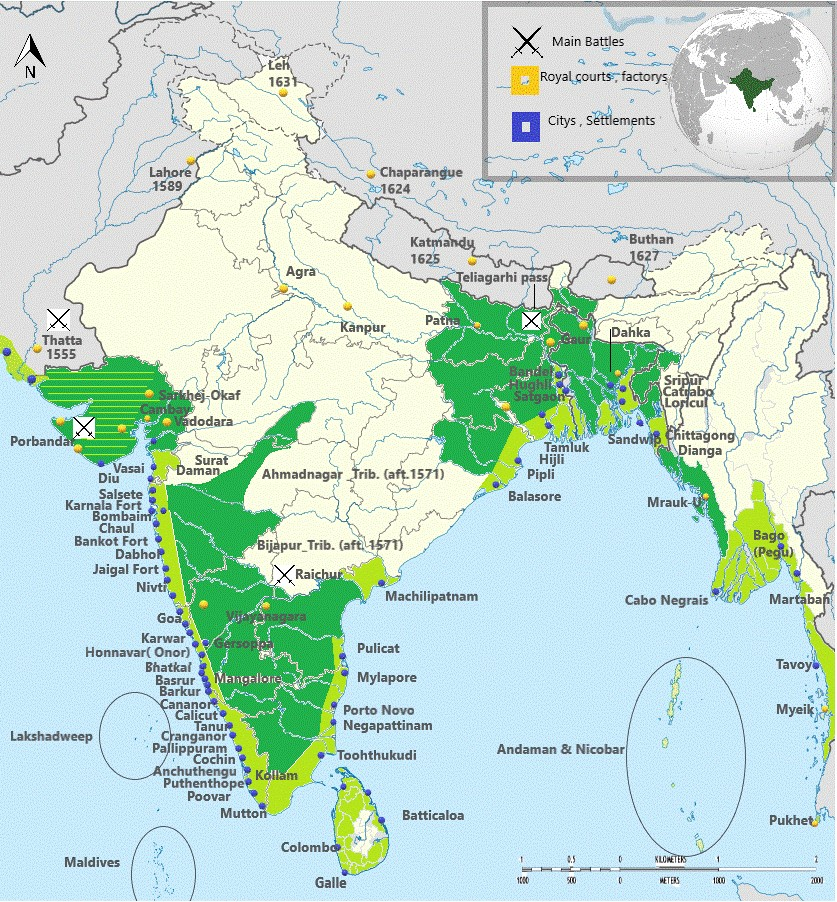
حضور پرتغالی ها در شبه قاره هند

دفتر خاطرات او (۱۵۰۶ میلادی) که در بایگانی ملی پرتغال (تورو دو تومبو) نگهداری می‌شود، احتمالاً نخستین سند اروپایی است که تصدیق می‌نماید، شامپانزه‌ها اسباب ابتدایی خود را می‌سازند.
دوارتی پاچکو پریرا که از کتاب de situ orbis پمپونیوس ملا الهام گرفته بود، در میان سال‌های ۱۵۰۵ تا ۱۵۰۸ میلادی کتابی را تحت عنوان Esmeraldo de situ orbis نوشت، کتابی که به عنوان یکی از نخستین کارهای علمی بزرگ توصیف گردیده و «در مور آنچه در محیط تازه کشف شده مشاهده و تجربه شده بود، گزارش می‌داد». این کتاب که هرگز تکمیل نشد تا سال ۱۸۲۹ میلادی به چاپ نرسید، احتمالاً به علت اینکه از ارایه اطلاعات در مورد تجارت با ارزش پرتغال در گینه به دیگران خودداری صورت گیرد.
(گمانه‌زنی‌های زیادی در مورد عنوان «esmeraldo» این کتاب وجود دارد. برخی از گمانه‌زنی‌های پیشنهاد شده این است که این نام اشاره به زمرد سبز در دریا دارد؛ اینکه esmeraldo ترکیبی از نام‌های «ایمانوئل» (گرفته شده از نام شاه پرتغال، مانوئل یکم) و «ادواردوس» (گرفته شده از نام دوارتی پاچکو) است؛ اینکه esmeraldo ممکن است نام (یا نام خودمانی) کشتی باشد که دوارتی پاچکو با آن به هند رفته‌است؛ اینکه esmeraldo یک واژه دستبرد شده از واژه اسپانیایی esmerado (به معنی «راهنما») است؛ اینکه در زبان مالایالم، سنگ زمرد را به‌نام پاکی (pache) یا پاکیک (pachec) می‌گویند و از این‌رو Esmeraldo جناسی از نام خود وی است (بنابرین، نام کتاب در واقع «Pacheco's De Situ Orbis» است).
دوارتی پاچکو پریرا احتمالاً یکی از نخستین اروپایی‌های پیشا مدرن بود که رابطه میان جذر و مد و اهلّه‌های ماه را به‌طور علمی مطالعه نموده و به‌طور دقیق زمان‌بندی جذر و مدها را یادداشت می‌کرد، کاری که نقشی مهمی در جریان جنگ کوچین داشت. گفته می‌شود که پاچکو نخستین کسی بود که رابطه جذر و مد با مهتاب را ملاحظه نموده و قواعدی را برای پیش‌بینی جذر و مد با دیدن به اهلّه‌های قمر ایجاد نمود. او همچنین با استفاده از داده‌های که جمع‌آوری کرده بود مشاهدات ستاره‌شناختی را بهبود بخشید (به‌طور چشم‌گیر، میانگین انحراف روزانه ماه از خورشید) و سنجش‌های دریایی دقیقی را انجام داد تا توسط دریانوردان پرتغالی در آینده مورد استفاده قرار گیرند.
در ۱۵۰۸ میلادی، به دوارتی پاچکو از جانب شاه پرتغال وظیفه سپرده شد تا کشتی خصوصی جنگی موندراگون-فرانسوی را که میان آزور و ساحل پرتغال فعالیت نموده و به کشتی‌های که از هند پرتغالی می‌آمدند حمله می‌کردند، فراری دهد. دوارتی پاچکو در ۱۵۰۹ میلادی موندراگون را از دماغه فینیستیر دور نموده و پس از شکست دادن، دستگیر نمود.
در اواخر زندگی، زمانی که او دور از پایتخت مشغول حکومت در سائو خورخه دا مینا بود، دشمنان‌اش او را در محکمه متهم به دزدی و فساد نمودند. او به پایتخت فراخوانده شده و برای مدت کوتاهی به زندان افکنده شد تا اینکه او پس از رفع اتهامات از سوی تخت پادشاهی بی‌گناه اعلام شد. اما تخریب این اتهامات ماندگار بود، چون او حکومت، ثروت و تأثیرگذاری خود را از دست داد. هرچند شاه پرتغال، ژوآئو دوم محافظت خود را بی‌گناه اعلام کرد، اما چندی بعد وفات نموده و شاهی جایگزین وی شده بود که به دوارتی پاچکو ارزشی قایل نبود. دوارتی پاچکو به عنوان نوچه شاه پیشین خدمت نموده بود و برای شاه مانئول نیز یک خدمتگار بالا مقام بود. دوری او از لیسبون و موفقیت‌های که او کسب کرده بود، به این معنی بود که دشمنانی زیادی خارج از کشور برای خود ساخته بود و در پایتخت دوستانی معدود داشت تا از او دفاع نمایند. او در یک حالت تنهایی و تهی‌دستی درگذشت.
براساس یادداشت یکی از مهم‌ترین زندگی‌نامه‌نگارهای او، مورخ پرتغالی جواکیوم باراداس دی کاروالهو که در دهه ۱۹۶۰ میلادی در برزیل در تبعید زندگی می‌کرد، دوارتی پاچکو یک نابغه و همتراز با لئوناردو داوینچی بود. با پیش‌بینی بیش از دو قرن، این کیهان‌شناس توانست ارزش درجه قوس نصف‌النهار را تنها با حاشیه اشتباه ۴ درصد محاسبه نماید، این درحالیست که میزان حاشیه اشتباه در آن زمان میان ۷ و ۱۵ درصد بود.

## احتمال کشف برزیل
پیشنهادهایی نیز وجود دارد که دوارتی پاچکو پریرا ممکن است سواحل مارانیائو، پارا و جزیره ماراژو و دهانه رود آمازون را در ۱۴۹۸ میلادی کشف نموده باشد، با این حساب اکتشاف او پیش از سفرهای اکتشافی آمریگو وسپوچی در ۱۴۹۹ میلادی، سفر اکتشافی ویسنت یانیز پینزون در ژانویه ۱۵۰۰ میلادی، سفر اکتشافی دیگو دی لیپی در فوریه ۱۵۰۰ میلادی و سفر اکتشافی کابرال در آوریل ۱۵۰۰ انجام شده و در این صورت او نخستین کاوشگر اروپایی منطقه‌ای بود که حالا موسوم به برزیل است.